# Nana del Tucà
La Nana del Tucà és una galàxia nana esferoïdal en la constel·lació del Tucà. Va ser descoberta el 1990 per R.J. Lavrey a l'Observatori de Mont Stromlo.